# Народне слово (газета, Кропивницький)
Народне слово — обласна газета Кіровоградщини. Видання Кіровоградської обласної ради та обласної державної адміністрації. Видається в Кропивницькому.

## Загальні дані
Свідоцтво про реєстрацію КГ № 0173-у від 26 червня 1997 року.
Адреса редакції: вул. В'ячеслава Чорновола, 46, м. Кропивницький 25006.
Головний редактор Рибченкова Оксана Василівна